# Ani Amiraghian
Ani Amiraghian (arm. Անի Ամիրաղյան, ur. 9 października 1993 w Erywaniu) – ormiańska tenisistka.

## Kariera tenisowa
W rozgrywkach zawodowych zadebiutowała w marcu 2009 roku, w turnieju rangi ITF w tureckiej Antalyi, gdzie przegrała w drugiej rundzie kwalifikacji z brytyjską tenisistką Amy Sargeant 6:4, 4:6, 2:6.
Na swoim koncie ma jeden wygrany turniej w grze pojedynczej i pięć w grze podwójnej rangi ITF.

## Wygrane turnieje rangi ITF
| turnieje z pulą nagród 100 000 $ |
| turnieje z pulą nagród 75 000 $  |
| turnieje z pulą nagród 50 000 $  |
| turnieje z pulą nagród 25 000 $  |
| turnieje z pulą nagród 15 000 $  |
| turnieje z pulą nagród 10 000 $  |

### Gra pojedyncza
|    | Data       | Turniej | Naw.   | Przeciwniczka | Wynik    |
| 1. | 17/09/2012 | Batumi  | Twarda | Anna Szkudun  | 6:1, 6:3 |

### Gra podwójna
|    | Data       | Turniej   | Naw.    | Partnerka      | Przeciwniczki                        | Wynik    |
| 1. | 23/05/2011 | Gaziantep | Twarda  | Başak Eraydın  | Daniella Dominikovic Melis Sezer     | 6:2, 6:3 |
| 2. | 01/07/2013 | Todi      | Ceglana | Alice Balducci | Claudia Giovine Yuka Mori            | 6:2, 6:3 |
| 3. | 06/07/2015 | Telawi    | Ceglana | Chen Chaoyi    | Anastasija Gasanowa Adelina Zabirowa | 6:3, 6:0 |
| 4. | 13/07/2015 | Telawi    | Ceglana | Chen Chaoyi    | Amina Anshba Adelina Barawi          | 6:3, 6:4 |
| 5. | 13/07/2015 | Telawi    | Ceglana | Amina Anshba   | Polina Golubowska Alina Kisilińska   | 6:1, 6:1 |

## Puchar Federacji

### Gra pojedyncza
| Rok  | Runda                            | Data i miejsce                            | Przeciwnik                 | Nawierzchnia  | Rywal                 | Zwycięstwo/Porażka | Rezultat      |
| ---- | -------------------------------- | ----------------------------------------- | -------------------------- | ------------- | --------------------- | ------------------ | ------------- |
| 2010 | Europa/Afryka Grupa II           | 28 kwietnia – 1 maja 2010 Erywań, Armenia | Norwegia (1:2)             | Ceglana       | Ulrikke Eikeri        | Zwycięstwo         | 4:6, 6:2, 6:3 |
| 2010 | Europa/Afryka Grupa II           | 28 kwietnia – 1 maja 2010 Erywań, Armenia | Finlandia (1:2)            | Ceglana       | Piia Suomalainen      | Porażka            | 0:6, 5:7      |
| 2010 | Europa/Afryka grupa II Play-off  | 28 kwietnia – 1 maja 2010 Erywań, Armenia | Południowa Afryka (2:1)    | Ceglana       | Chanel Simmonds       | Porażka            | 4:6, 4:6      |
| 2011 | Europa/Afryka Grupa II           | 4 maja 2011 Kair, Egipt                   | Gruzja (1:2)               | Ceglana       | Sopia Szapatawa       | Zwycięstwo         | 6:4, 6:4      |
| 2011 | Europa/Afryka Grupa II           | 4 maja 2011 Kair, Egipt                   | Turcja (0:3)               | Ceglana       | Çağla Büyükakçay      | Porażka            | 3:6, 2:6      |
| 2011 | Europa/Afryka Grupa II           | 4 maja 2011 Kair, Egipt                   | Bośnia i Hercegowina (0:3) | Ceglana       | Ema Burgić Bucko      | Porażka            | 4:6, 6:4, 4:6 |
| 2012 | Europa/Afryka Grupa III          | 16–21 kwietnia 2012 Kair, Egipt           | Kenia (3:0)                | Ceglana       | Caroline Oduor        | Zwycięstwo         | 6:0, 6:0      |
| 2012 | Europa/Afryka Grupa III          | 16–21 kwietnia 2012 Kair, Egipt           | Malta (3:0)                | Ceglana       | Rosanne Dimech        | Zwycięstwo         | 6:0, 6:1      |
| 2012 | Europa/Afryka Grupa III          | 16–21 kwietnia 2012 Kair, Egipt           | Irlandia (1:2)             | Ceglana       | Amy Bowtell           | Zwycięstwo         | 6:4, 6:4      |
| 2012 | Europa/Afryka Grupa III          | 16–21 kwietnia 2012 Kair, Egipt           | Maroko (1:2)               | Ceglana       | Nadija al-Alami       | Zwycięstwo         | 6:3, 6:0      |
| 2012 | Europa/Afryka grupa III Play-off | 16–21 kwietnia 2012 Kair, Egipt           | Egipt (1:2)                | Ceglana       | Mai El Kamash         | Zwycięstwo         | 7:6(7), 6:1   |
| 2014 | Europa/Afryka Grupa III          | 6–8 lutego 2014 Tallinn, Estonia          | Namibia (1:2)              | Twarda (hala) | Lesedi Sheya Jacobs   | Zwycięstwo         | 6:2, 6:0      |
| 2014 | Europa/Afryka Grupa III          | 6–8 lutego 2014 Tallinn, Estonia          | Estonia (0:3)              | Twarda (hala) | Kaia Kanepi           | Porażka            | 0:6, 0:6      |
| 2014 | Europa/Afryka grupa III Play-off | 6–8 lutego 2014 Tallinn, Estonia          | Madagaskar (1:2)           | Twarda (hala) | Sandra Andriamarosoa  | Zwycięstwo         | 6:3, 2:6, 7:5 |
| 2015 | Europa/Afryka Grupa III          | 14–17 kwietnia 2015 Ulcinj, Czarnogóra    | Grecja (0:3)               | Ceglana       | Maria Sakari          | Porażka            | 4:6, krecz    |
| 2015 | Europa/Afryka Grupa III          | 14–17 kwietnia 2015 Ulcinj, Czarnogóra    | Czarnogóra (2:1)           | Ceglana       | Tamara Bojanić        | Zwycięstwo         | 6:1, 6:4      |
| 2015 | Europa/Afryka grupa III Play-off | 14–17 kwietnia 2015 Ulcinj, Czarnogóra    | Norwegia (0:3)             | Ceglana       | Melanie Stokke        | Porażka            | 1:6, 0:6      |
| 2016 | Europa/Afryka Grupa III          | 12–16 kwietnia 2016 Ulcinj, Czarnogóra    | Macedonia Północna (1:2)   | Ceglana       | Magdalena Stoilkovska | Zwycięstwo         | 6:0, 6:2      |
| 2016 | Europa/Afryka Grupa III          | 12–16 kwietnia 2016 Ulcinj, Czarnogóra    | Islandia (3:0)             | Ceglana       | Hera Brynjarsdóttir   | Zwycięstwo         | 6:0, 6:0      |
| 2016 | Europa/Afryka Grupa III          | 12–16 kwietnia 2016 Ulcinj, Czarnogóra    | Irlandia (1:2)             | Ceglana       | Jennifer Timotin      | Zwycięstwo         | 6:3, 6:2      |
| 2016 | Europa/Afryka grupa III Play-off | 12–16 kwietnia 2016 Ulcinj, Czarnogóra    | Maroko (2:1)               | Ceglana       | Diae El Jardi         | Zwycięstwo         | 6:0, 6:1      |
| 2018 | Europa/Afryka Grupa III          | 17–21 kwietnia 2018 Tunis, Tunezja        | Macedonia Północna (3:0)   | Twarda        | Katarina Marinkovikj  | Zwycięstwo         | 6:1, 6:3      |
| 2018 | Europa/Afryka Grupa III          | 17–21 kwietnia 2018 Tunis, Tunezja        | Litwa (0:3)                | Twarda        | Joana Eidukonytė      | Porażka            | 0:4 krecz     |
| 2018 | Europa/Afryka Grupa III          | 17–21 kwietnia 2018 Tunis, Tunezja        | Islandia (3:0)             | Twarda        | Anna Soffía Grönholm  | Zwycięstwo         | 6:0, 6:3      |
| 2018 | Europa/Afryka grupa III Play-off | 17–21 kwietnia 2018 Tunis, Tunezja        | Cypr (2:1)                 | Twarda        | Eleni Louka           | Zwycięstwo         | 6:3, 6:4      |

### Gra podwójna
| Rok  | Runda                            | Data i miejsce                         | Przeciwnik               | Nawierzchnia  | Partnerka        | Rywalki                                              | Zwycięstwo/Porażka | Rezultat         |
| ---- | -------------------------------- | -------------------------------------- | ------------------------ | ------------- | ---------------- | ---------------------------------------------------- | ------------------ | ---------------- |
| 2011 | Europa/Afryka Grupa II           | 4–5 maja 2011 Kair, Egipt              | Gruzja (1:2)             | Ceglana       | Ofelia Pogosyan  | Ekaterine Gorgodze Tatia Mikadze                     | Porażka            | 2:6, 1:6         |
| 2011 | Europa/Afryka Grupa II           | 4–5 maja 2011 Kair, Egipt              | Turcja (0:3)             | Ceglana       | Anna Mowsisjan   | İpek Şenoğlu Melis Sezer                             | Porażka            | 1:6, 4:6         |
| 2012 | Europa/Afryka Grupa III          | 16–21 kwietnia 2012 Kair, Egipt        | Malta (3:0)              | Ceglana       | Anna Mowsisjan   | Rosanne Dimech Elaine Genovese                       | Zwycięstwo         | 6:1, 6:1         |
| 2012 | Europa/Afryka Grupa III          | 16–21 kwietnia 2012 Kair, Egipt        | Irlandia (1:2)           | Ceglana       | Anna Mowsisjan   | Amy Bowtell Jenny Claffey                            | Porażka            | 1:6, 6:4, 2:6    |
| 2012 | Europa/Afryka Grupa III          | 16–21 kwietnia 2012 Kair, Egipt        | Maroko (1:2)             | Ceglana       | Anna Mowsisjan   | Fatyha Berjane Bahijja Muhtasin                      | Porażka            | 6:7(5), 6:4, 1:6 |
| 2012 | Europa/Afryka grupa III Play-off | 16–21 kwietnia 2012 Kair, Egipt        | Egipt (1:2)              | Ceglana       | Anna Mowsisjan   | Mai El Kamash Mora Eshak                             | Porażka            | 3:6, 6:4, 5:7    |
| 2014 | Europa/Afryka Grupa III          | 6 lutego 2014 Tallinn, Estonia         | Namibia (1:2)            | Twarda (hala) | Milena Awetisjan | Lesedi Sheya Jacobs Liniques Theron                  | Porażka            | 6:7(5), 2:6      |
| 2014 | Europa/Afryka grupa III Play-off | 6 lutego 2014 Tallinn, Estonia         | Madagaskar (1:2)         | Twarda (hala) | Milena Awetisjan | Sandra Andriamarosoa Nantenaina Ramalalaharivololona | Porażka            | 5:7, 4:6         |
| 2015 | Europa/Afryka Grupa III          | 14–17 kwietnia 2015 Ulcinj, Czarnogóra | Czarnogóra (2:1)         | Ceglana       | Milena Awetisjan | Tamara Bojanić Nikoleta Bulatović                    | Zwycięstwo         | 6:1, 6:2         |
| 2015 | Europa/Afryka grupa III Play-off | 14–17 kwietnia 2015 Ulcinj, Czarnogóra | Norwegia (0:3)           | Ceglana       | Milena Awetisjan | Caroline Rohde-Moe Melanie Stokke                    | Porażka            | 2:6, 3:6         |
| 2016 | Europa/Afryka Grupa III          | 12–16 kwietnia 2016 Ulcinj, Czarnogóra | Macedonia Północna (1:2) | Ceglana       | Ani Safarian     | Katarina Marinkovikj Magdalena Stoilkovska           | Porażka            | 2:6, 2:6         |
| 2016 | Europa/Afryka Grupa III          | 12–16 kwietnia 2016 Ulcinj, Czarnogóra | Islandia (3:0)           | Ceglana       | Lusine Chobanyan | Hera Brynjarsdóttir Anna Soffia Gronholm             | Zwycięstwo         | 6:0, 6:1         |
| 2016 | Europa/Afryka Grupa III          | 12–16 kwietnia 2016 Ulcinj, Czarnogóra | Irlandia (1:2)           | Ceglana       | Lusine Chobanyan | Georgia Drummy Jennifer Timotin                      | Porażka            | 6:4, 0:6, 4:6    |
| 2016 | Europa/Afryka grupa III Play-off | 12–16 kwietnia 2016 Ulcinj, Czarnogóra | Maroko (2:1)             | Ceglana       | Lusine Chobanyan | Rita Atik Ghita Benhadi                              | Zwycięstwo         | 7:5, 6:0         |
| 2018 | Europa/Afryka Grupa III          | 17–21 kwietnia 2018 Tunis, Tunezja     | Litwa (0:3)              | Twarda        | Marina Davtyan   | Joana Eidukonytė Gerda Zykutė                        | nie rozegrano      | walkower         |
| 2018 | Europa/Afryka Grupa III          | 17–21 kwietnia 2018 Tunis, Tunezja     | Islandia (3:0)           | Twarda        | Marina Davtyan   | Anna Soffía Grönholm Iris Staub                      | Zwycięstwo         | 6:2, 6:3         |
| 2018 | Europa/Afryka grupa III Play-off | 17–21 kwietnia 2018 Tunis, Tunezja     | Cypr (2:1)               | Twarda        | Marina Davtyan   | Eleni Louka Eleni Makride                            | Zwycięstwo         | 6:1, 6:4         |